# 張凌
張凌（ちょう りょう、1973年 - ）は、中国の元女子卓球選手。四川省出身で、元中国ナショナルチーム選手。張本智和や張本美和の母。同世代には鄧亜萍や喬紅がいる。

## 経歴

### 選手時代
1994年の全中国選手権では、丁松とともに混合ダブルスで準優勝した。
1995年、中国天津市で行われた第43回世界卓球選手権では中国代表として出場したが、女子シングルス、女子ダブルス、混合ダブルスを1日で落とし、うち女子シングルスは対外戦で佐藤利香にも負け、主力の座を失った。
1996年、現役を引退した。

### 引退後
引退後の1996年から卓球マレーシア女子代表コーチになり、マレーシア女子ナショナルチーム監督も務めた。
1998年には四川省のチームメイトで夫の張宇とともに、仙台市に張本卓球場を立ち上げ、現在はコーチを務めている。
夫の張本宇、長男の張本智和、次女の張本美和はいずれも日本に帰化して姓を張本に変えたが、張凌は依然として中国国籍を保持している。